# География Палестины
Палестина исторически делится на четыре географические области:
1. Прибрежная (до Средиземного моря) равнина,
2. Галилея (северная часть),
3. Самария (центральная часть, севернее Иерусалима) и
4. Иудея (южная часть, вместе с Иерусалимом).

Этими географическими названиями оперирует, в частности, Библия. В наше время территорию Самарии и Иудеи в русскоязычных источниках принято называть «Западный берег реки Иордан».
Галилея, Самария и Иудея состоят из ряда горных групп, долин и пустынь. Горы на юге — Иудейское плато, в середине — горы Самарии (Гризим, Гевал), далее Фавор (562 м над уровнем моря) , Малый Хермон (515 м), Кармель (551 м), на севере Хермон (2224 м). В глубоких впадинах (значительно ниже уровня моря) расположены Тивериадское озеро (212 м ниже уровня моря) и Мёртвое море (глубочайшая впадина на земном шаре, на 400 м ниже уровня моря).
Нынешнее Государство Палестина разделено на две части — Западный берег реки Иордан и Сектор Газа.

## Западный берег реки Иордан
Площадь территории Западного берега реки Иордан состоит 5,8 тыс. км. Общая длина границ — 404 км. Там мягкий климат с мягкими зимами и жарким летом. Наивысшая точка — Талль-Асур (1022 м), самая низкая — Мёртвое море (-408 м). Из природных ресурсов здесь только земли, пригодные для сельского хозяйства благодаря орошению.
Западный берег реки Иордан является равниной, осложнённой холмами. Равнина в основном состоит из возвышенностей, на западе местами существует растительность, но территория основном пустынная. Территория Западного берега не имеет выхода к морю. На данной территории лесистость составляет всего 1 % общей площади.
Климат данной территории части средиземноморский, слегка охлаждённый воздушными потоками с побережья. На востоке лежат Иудейская пустыня и побережье Мёртвого моря, которые осушают воздушные массы и делают погоду сухой и горячей.
Согласно Соглашений Осло 1993 территория поделена на три категории территорий (А, В и С) в зависимости от того, кто составляет большинство населения на них.
Население территории в 2007 году составляло около 2,5 млн человек. Однако, подобные вычисления численности населения являются неточными из-за постоянных миграционных потоков, проблем с регистрацией и нежеланием самих арабов признавать себя жителями оккупированных территорий.
Крупнейшими городами являются Иерусалим, Наблус, Рамалла, Дженин, Хеврон. В религиозном отношении 75 % населения Западного берега является мусульманами, 17 % — иудеи, 8 % — христиане и другие. Единственным аэропортом на данной территории был аэропорт Атароф вблизи Рамаллы, но он был закрыт в 2001 году.

## Сектор Газа
Сектор Газа имеет площадь всего в 360 км ². Общая длина границ — 62 км. Климат здесь с мягкими зимами и сухим и жарким летом. Территория состоит из равнинных участков и песчаных дюн. Самая низкая точка — Средиземное море — 0 м, самая высокая — Абу Авгад (105 м).
Сектор Газа имеет пустынный сухой климат. Равнина в основном холмистая с дюнами на побережье. Природные ресурсы включают орошаемые земли и недавно открытые залежи природного газа. Проблемы окружающей среды включают аридизацию, засоление питьевой воды, деградацию почв. Сектор Газа почти полностью зависим от воды из Вади Газа, которая также является ресурсной базой для Израиля.
В 2010 году население Сектора Газа составляло около 1,6 млн человек, из которых почти миллион составляли зарегистрированные ООН беженцы. Большинство палестинцев являются потомками беженцев, которые покинули свои земли после становления Израильского государства. Большинство населения исповедует ислам суннитского направления, но есть несколько тысяч христиан.
Во всех своих коммуникациях Сектор Газа зависим от инфраструктуры, которую установил Израиль для связи со своими поселениями.
Экономическая деятельность на территории Палестины постоянно подавлена оккупацией. Уровень безработицы постоянно превышает 20 %, начиная с 2000 года.